# Дворец Карла V

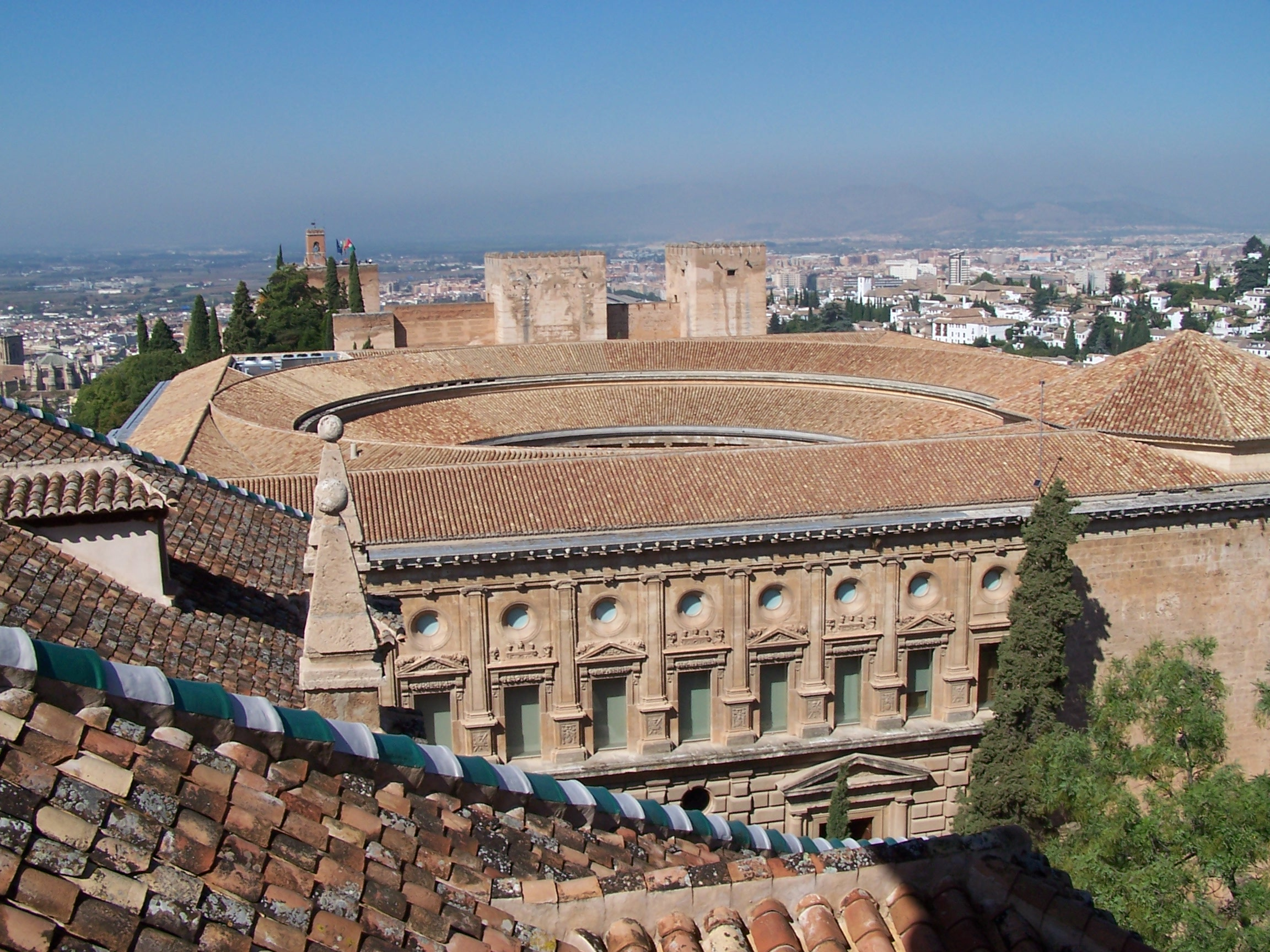
Общий вид

Дворец Карла V (исп. El palacio de Carlos V) — ренессансный дворец короля Карлоса I в испанском городе Гранада, на территории мавританской крепости Альгамбра. В 1527 году король дал поручение построить дворец, но его строительство так и не было закончено, и король в нём никогда не жил. С 1958 года в здании располагается Музей изобразительных искусств.
Испанский король Карлос, и в то же время император Священной Римской империи Карл V, взял в жёны в 1526 году Изабеллу Португальскую, которая приходилась ему двоюродной сестрой. Карл V в Испании почти не жил, за что получил прозвище — «отсутствующий король». Но свадьба прошла в городе Севилья. После бракосочетания молодожёны перебрались в тихую Гранаду и несколько месяцев прожили в апартаментах бывших мавританских халифов в Альгамбре. Небольшие помещения чуждой для короля мавританской архитектуры привлекали своей экзотикой и необычностью. Но жить в них король не хотел, потому что статус короля Испании и императора вынуждал иметь роскошную и большую по размерам резиденцию.
Так возник замысел создать новый и роскошный дворец именно в Альгамбре. На восточном участке крепостного двора был пустырь, который и отвели под будущий дворец.
Ещё в 1520 году из Рима в Испанию вернулся Педро Мачука, уроженец Толедо, изучавший в Италии архитектуру и живопись. Его пригласили на работу в Королевскую капеллу в Гранаде как художника. Чиновники узнали об архитектурном таланте Мачука и поручили проект нового дворца для короля именно ему, ученику авторитетных архитекторов Папы римского — Браманте, Рафаэля Санти, Микеланджело Буонарротти.
Талантливый ученик римских архитекторов, Мачука использовал все эти находки в своём проекте. Дворец был огромных размеров, первый этаж имел огромный руст с отверстиями для окон. Верхние этажи украсили пилястры и окна с роскошным обрамлением, не уступали красотой и сложностью деталей окнам римских дворцов. Центр фасада подчеркивал огромный портал, где архитектор сгустил декор из удвоенных полуколонн, постаментов, окон и скульптурных рельефов. Огромный четырёхугольник падацу имел один, но большой круглый двор, украшенный колоннадой в два яруса. Дворец имел схожие элементы с дворцами Рима, но по-своему использованы, с отступлениями от образцов Рафаэля или Браманте, с творческими переделками и дополнениями в сторону мрачного величия и роскоши. Этот проект и приняли для реализации.
Подобная архитектура уже тогда воспринималась как исключительная. Она не имела ничего общего с привычной испанской, с местным стилем платереско.

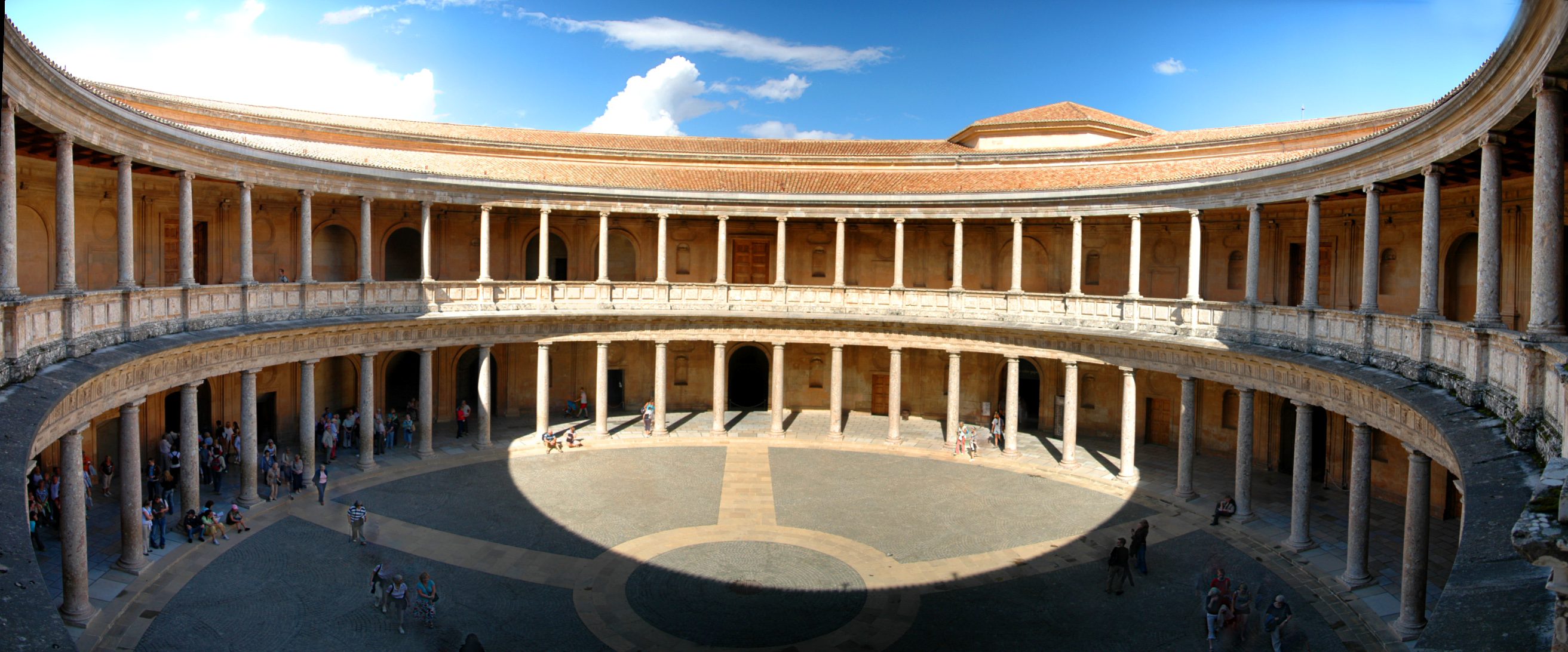
Внутренний двор (патио)

Парадный фасад дворца тянется на 63 метра. Но за счет огромного масштаба казался ещё длиннее, сохраняя подавляющий для зрителя характер. Ничего общего не имела эта гигантская архитектура и с мавританской, вплотную к которой её выстроили. Бросалось в глаза и использование ценных строительных материалов (белый и серый мрамор), которые тоже не имели ничего общего с резным деревом, резной штукатуркой и цветными изразцами мавританской Альгамбры. Смелым по замыслу, но неудачным был и закруглённый внутренний двор дворца с длинными, монотонными колоннадами.
Строительство требовало значительных средств, которые король отдавал неохотно, потому что деньги были нужны на войне. К тому же, он быстро охладел к далекому дворцу, в Испании он ему не был очень нужным. В 1550 году умер архитектор Мачука, в 1558 году — король Карл. Строительство продолжил сын архитектора — Луис Мачука. Но строительство прекратили, а часть здания веками стояла без крыши.

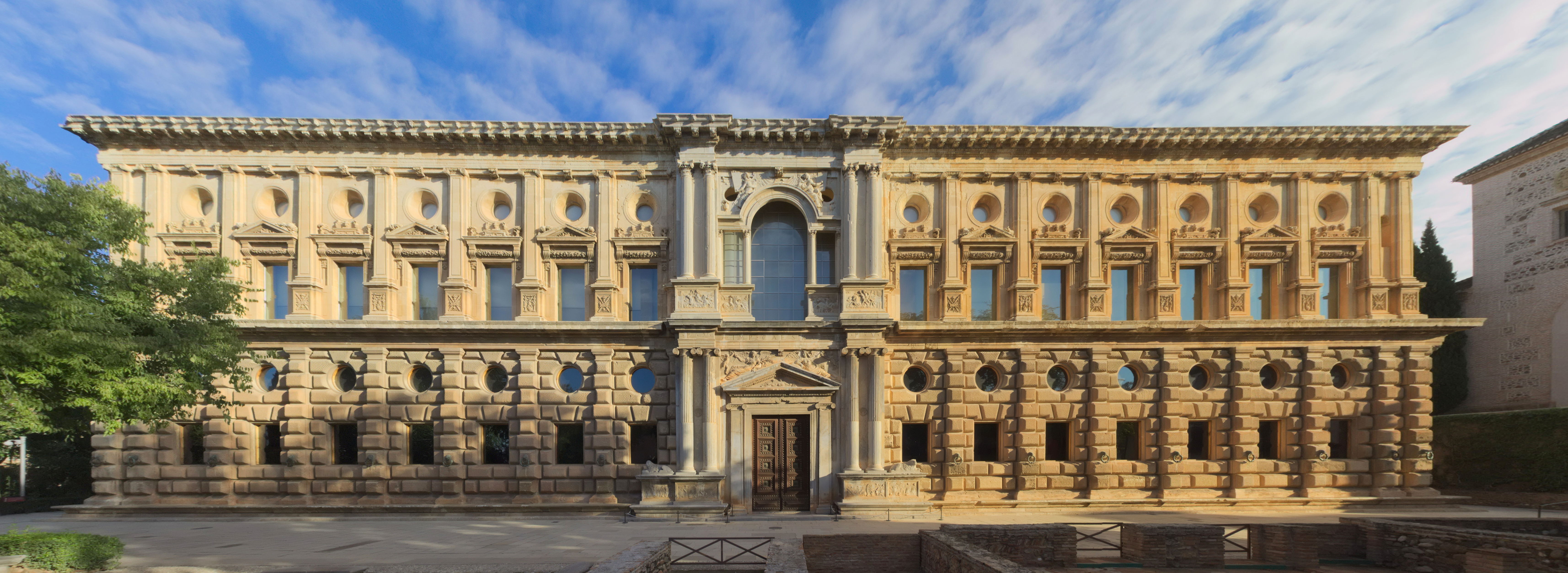
Южная сторона

Строительство продолжили в XVII веке, но опять прекратили. Полностью дворец достроили только в XX веке, когда тот наконец получил единственную крышу. Часть помещений прежнего дворца с 1939 года использовали как музей.
В городе Гранада в 1839 году основали музей с картинной галереей. В 1941 году было принято решение перевезти его во дворец Карла. В 2008 году помещения дворца приспособили под требования музея, название которого — Музей изящных искусств Гранады. Среди сокровищ картинной галереи — картины Алонсо Кано и натюрморт, автор которого — знаменитый художник Котан.